# Okres Płońsk
Okres Płońsk (polsky Powiat płoński) je okres v polském Mazovském vojvodství. Rozlohu má 1383,67 km² a v roce 2020 zde žilo 86 761 obyvatel. Sídlem správy okresu je město Płońsk.

## Gminy
Městské:
- Płońsk
- Raciąż

Městsko-vesnické:
- Czerwińsk nad Wisłą
- Nowe Miasto
- Sochocin

Vesnické:
- Baboszewo
- Dzierzążnia
- Joniec
- Naruszewo
- Płońsk
- Raciąż
- Załuski

## Města
- Czerwińsk nad Wisłą
- Nowe Miasto
- Płońsk
- Raciąż
- Sochocin

## Demografie
Počet obyvatel (informace z 30. června 2005):
|         | Celkem | Celkem | Ženy   | Ženy | Muži   | Muži |
|         | Osob   | %      | Osob   | %    | Osob   | %    |
| ------- | ------ | ------ | ------ | ---- | ------ | ---- |
| Celkem  | 87 584 | 100    | 44 423 | 50,7 | 43 161 | 49,3 |
| Město   | 26 992 | 100    | 14 161 | 52,5 | 12 831 | 47,5 |
| Vesnice | 60 592 | 100    | 30 262 | 49,9 | 30 330 | 50,1 |